# Studiengänge Archäologie
Die Archäologie unterteilt sich in verschiedene Bereiche:
- Ur- und Frühgeschichte, Vor- und Frühgeschichte, Prähistorik oder Prähistorische Archäologie
- Mittelalterarchäologie
- Klassische Archäologie
- Provinzialrömische Archäologie
- Ägyptologie
- Christliche Archäologie/Biblische Archäologie
- Vorderasiatische Archäologie
- Altamerikanistik
- Vergleichende Archäologie

## Voraussetzungen
Die einzelnen archäologischen Fächer haben teilweise etwas unterschiedliche formale Voraussetzungen. So muss bei einem Studium mit Hauptfach „klassische Archäologie“ in der Regel Graecum und großes Latinum nachgewiesen (oder bis zur Zwischenprüfung nachgeholt) werden. Für ein Studium der Ur- und Frühgeschichte reichen häufig „Lateinkenntnisse“ und moderne Fremdsprachen aus.
Da die Archäologie ein wissenschaftliches Fach darstellt, sollte auch eine wissenschaftliche Motivation mitgebracht werden. Die immer häufiger zu beobachtende Motivation aus „reenactment“-Gruppen heraus reicht häufig nicht aus, um qualifizierte Forschung zu betreiben.
Einige – nicht alle – Archäologien sind der Feldforschung verpflichtet. Ein Student sollte die Bereitschaft mitbringen, längere Zeit im Team unter oft schwierigen Bedingungen zu arbeiten. Hilfreich ist auch ein gutes optisches Gedächtnis.

## Studienabschlüsse

### Bachelor (BA) / Master (MA)
Im Rahmen des Bologna-Prozesses werden die archäologischen Fächer zunehmend auf Bachelor- und Masterstudiengänge umgestellt. In der Regel müssen dann ein Hauptfach, ein Nebenfach und allgemein berufsqualifizierende Angebote belegt werden.
Die Studiengänge sind modularisiert. Die Prüfungen erfolgen studienbegleitend (Abprüfung einzelner Lehrveranstaltungen), am Ende steht eine relativ kurze Bachelor- bzw. Master-Arbeit.
Die Regelstudienzeit beträgt 6 Semester bis zum BA. Danach kann ein meist 4-semestriger, etwas spezialisierterer Master-Studiengang belegt werden.
Das genauer festgelegte Curriculum bringt viele Fachbereiche an die Grenzen ihrer Kapazitäten und zwingt sie zum Zusammenschluss mit Nachbardisziplinen (gemeinsame Studiengänge Ur- und Frühgeschichte und Klassische Archäologie etwa in Bochum).
Der BA bietet dabei keine Chance auf eine fachspezifische Anstellung. Das ist günstigstenfalls erst mit dem Master möglich. Eine dauerhafte Stelle wird derzeit in der Regel erst mit der Promotion möglich.

### Magister Artium (M.A.)
Bislang sind die meisten Studiengänge Magisterstudiengänge (Magister Artium).
Im Magister-Studiengangs werden überwiegend ein Hauptfach und zwei Nebenfächer belegt, teilweise auch zwei Hauptfächer.
Die Regelstudienzeit beträgt 9 Semester, tatsächlich dauerte ein Studium inklusive Magisterarbeit in den letzten Jahren überwiegend 11–13 Semester.
Das Studium gliedert sich normalerweise in ein Grund- und ein Hauptstudium, wobei (erwünscht nach dem 4. Semester) eine Zwischenprüfung abgelegt werden muss. Vielfach steht nach dem 2. Semester bereits eine Orientierungsprüfung an.
Am Ende steht eine Magisterarbeit sowie eine mündliche und teilweise eine schriftliche Prüfung. Die Magisterarbeit soll maximal 6 Monate in Anspruch nehmen, in der Praxis wird jedoch durch Materialaufnahme, Zeichenarbeiten etc. meist eine längere Vorlaufzeit nötig.
Der Magisterstudiengang erfordert eine sinnvolle Nebenfachwahl. Zwei Strategien sind hier denkbar:
1. wissenschaftlich sinnvolle Ergänzung (z. B. Anthropologie, Botanik, Geologie, Ethnologie, alte Geschichte, andere archäologische Fächer)
2. Kombination im Hinblick auf alternative Berufsmöglichkeiten (z. B. Pädagogik, Sprachen, BWL).
Prinzipiell besteht an den meisten Universitäten eine freie Nebenfachwahl (bei den BA-Studiengängen wird mit der stärkeren Verschulung diese, sofern das Nebenfach überhaupt noch verlangt wird, in Zukunft stark eingeschränkt werden).

### Promotion
In der Regel bedeutet erst die Promotion zum Dr. phil. (z. T. auch Dr. rer nat.) den wissenschaftlich berufsqualifizierenden Abschluss. Sie setzt einen Magister oder Master voraus.

## Studienorte
Archäologische Fächer sind an den meisten alten Universitäten in Deutschland, aber auch anderswo zu studieren.
Bamberg, Freie Universität Berlin, Bochum, Bonn, Erlangen, Frankfurt am Main, Freiburg, Gießen, Göttingen, Halle, Hamburg, Heidelberg, Jena, Kiel, Köln, Leipzig, Mainz, Marburg, München, Münster, Saarbrücken, Tübingen, Würzburg
In Österreich werden an vier Universitäten archäologische Studiengänge angeboten:
- Wien: Klassische Archäologie; Ur- und Frühgeschichte; Ägyptologie; Altsemitische Philologie und Orientalische Archäologie
- Salzburg: Altertumswissenschaften
- Graz: Klassische Archäologie
- Innsbruck: Klassische und Provinzialrömische Archäologie; Ur- und Frühgeschichte sowie Mittelalter- und Neuzeitarchäologie; Vorderasiatische Archäologie

In den Niederlanden kann man an drei Orten Archäologie studieren: in Amsterdam, Groningen, und Leiden. Alle drei Universitäten bieten archäologische Masterstudiengänge auf Englisch an, aber nur an der Universität Leiden kann man auch einen Bachelorstudiengang Archäologie auf Englisch belegen.